# 约瑟夫·卡德拉巴
约瑟夫·卡德拉巴（捷克語：Josef Kadraba，1933年9月29日—2019年8月5日），捷克男子足球运动员，司职前锋。他曾代表捷克斯洛伐克国家队参加1962年国际足联世界杯，结果队伍获得亚军。